# Stuart Tinney
Stuart Brian Tinney (Mundubbera, 7 december 1964) is een Australisch ruiter gespecialiseerd in eventing. Tinney won tijdens de Olympische Zomerspelen 2000 in zijn thuisland de gouden medaille in de landenwedstrijd eventing. Zestien jaar later won Tinney de olympische bronzen medaille in de landenwedstrijd eventing in Rio de Janeiro.

## Resultaten
- Wereldruiterspelen 1998 in Rome 9e individueel eventing met Jeepster
- Olympische Zomerspelen 2000 in Sydney  landenwedstrijd eventing met Jeepster
- Wereldruiterspelen 2002 in Jerez de la Frontera 16e individueel eventing met Ava
- Wereldruiterspelen 2002 in Jerez de la Frontera 4e individueel eventing met Ava
- Olympische Zomerspelen 2004 in Athene uitgevallen individueel eventing met Jeepster
- Olympische Zomerspelen 2004 in Athene 6e landenwedstrijd eventing met Jeepster
- Wereldruiterspelen 2010 in Lexington 8e individueel eventing met Vettori
- Wereldruiterspelen 2010 in Lexington 14e landenwedstrijd eventing met Vettori
- Wereldruiterspelen 2014 in Normandië 11e individueel eventing met Pluto Mio
- Olympische Zomerspelen 2016 in Rio de Janeiro 22e eventing met Pluto Mio
- Olympische Zomerspelen 2016 in Rio de Janeiro  landenwedstrijd eventing met Pluto Mio

1912: Nordlander, Adlercreutz, Casparsson,  Horn af Åminne ·
1920: Mörner, Lundström, von Braun,  Dyrsch ·
1924: Van der Voort van Zijp, Pahud de Mortanges, De Kruijff,  Colenbrander ·
1928: Pahud de Mortanges, De Kruijff, Van der Voort van Zijp ·
1932: Thomson, Chamberlin, Argo ·
1936: Stubbendorf, Lippert, von Wangenheim ·
1948: Henry, Anderson, Thomson ·
1952: von Blixen-Finecke, Stahre, Frölén ·
1956: Weldon, Rook, Hill ·
1960: Morgan, Lavis, Roycroft ·
1964: Checcoli, Angioni, Ravano ·
1968: Allhusen, Meade, Jones ·
1972: Meade, Gordon-Watson, Parker, Phillips ·
1976: Coffin, Plumb, Davidson, Tauskey ·
1980: Blinov, Salnikov, Volkov, Rogosjin ·
1984: Plumb, Stives, Fleischmann, Davidson ·
1988: Erhorn, Baumann, Kaspareit, Ehrenbrink ·
1992: Green, Rolton, Hoy, Ryan ·
1996: Schaeffer, Rolton, Hoy, Dutton ·
2000: Dutton, Hoy, Tinney, Ryan ·
2004: Boiteau, Lyard, Courrèges, Teulère, Touzaint ·
2008: Thomsen, Ostholt, Dibowski, Klimke, Romeike ·
2012: Auffarth, Jung, Klimke, Schrade, Thomsen ·
2016: Laghouag, Lemoine, Nicolas, Vallette ·
2020: Collett, McEwen, Townend ·
2024: Canter, Collett, McEwen
- Gemeinsame Normdatei: 173745083
- International Standard Name Identifier: 0000 0000 3814 9338
- Library of Congress Control Number: n2004001930
- Virtual International Authority File: 33843804
- WorldCat: E39PBJm4TJDDx8rYKrkkvBJv73